# Wiktor Szurygin
Wiktor Aleksandrowicz Szurygin (ros. Ви́ктор Алекса́ндрович Шуры́гин, ur. 1913 w stanicy Dołżanskiej w obwodzie kubańskim, zm. 1981 w Moskwie) – radziecki dziennikarz i działacz partyjny.
Studiował zaocznie w Instytucie Dziennikarstwa, od 1931 pracował w redakcjach gazet w Astrachaniu, Uljanowsku i Orenburgu, od 1938 był zastępcą redaktora i później redaktorem gazety "Bolszewistskij signał" w mieście Czkałow (obecnie Orenburg). Od 1941 w WKP(b), do 1952 zastępca redaktora i redaktor gazety "Czkałowskaja komuna", 1952–56 sekretarz Komitetu Obwodowego WKP(b)/KPZR w Czkałowie, od 1956 do 26 stycznia 1961 II sekretarz Komitetu Obwodowego KPZR w Czkałowie/Orenburgu. Od 26 stycznia 1961 do stycznia 1963 I sekretarz Orenburskiego Komitetu Obwodowego KPZR, od 31 października 1961 do 29 marca 1966 członek KC KPZR, od stycznia 1963 do 28 kwietnia 1964 I sekretarz Orenburskiego Wiejskiego Komitetu Obwodowego KPZR, 1964–70 sekretarz Wołgogradzkiego Komitetu Obwodowego KPZR. Deputowany do Rady Najwyższej ZSRR 6 kadencji.